# Station Labruguière
Station Labruguière is een spoorwegstation in de Franse gemeente Labruguière. Het wordt bediend door treinen van de TER Occitanie.